# Horn, Svärta
Horn är en by i Svärta socken, Nyköpings kommun. Från 2020 avgränsar SCB här en småort.
Bebyggelsen är placerad längs med en långsmal bergsklack över de omgivande åkrarna. Ekonomibyggnaderna ligger längs höjdens fot.
Byn är sannolikt av medeltida ursprung, i skriftliga handlingar omtalas den första gången 1321. Under 1600-talet fanns här fyra gårdar, tre mantal skatte och ett frälsehemman. Den var en av de få byarna i Svärta socken där bönderna var självägande. Vid laga skifte fanns här fem gårdar, två av dessa flyttades ut från bytomten och placerades söder om byn. Av den bevarade bebyggelsen är så gott som alla hus uppförda i slutet av 1800-talet och början av 1900-talet. Trots det kan byns ses som en relativt välbevarad sörmländsk bondby.